# 3304 Pearce
3304 Pearce è un asteroide della fascia principale. Scoperto nel 1981, presenta un'orbita caratterizzata da un semiasse maggiore pari a 3,0464879 UA e da un'eccentricità di 0,2829709, inclinata di 2,20702° rispetto all'eclittica.